# Siège de Médine (1916-1919)
Pour les articles homonymes, voir Siège de Médine.
Première Guerre mondiale
Batailles
Front du Moyen-Orient
- Afrique du Nord
- Caucase
- Perse
- Dardanelles
- Mésopotamie
- Sinaï et Palestine
- Arménie
- Ctésiphon (11-1915)
- Kut-el-Amara (12-1915)
- Romani (8-1916)
- Magdhaba (12-1916)
- Révolte arabe
- Rafa (1-1917)
- Bagdad (3-1917)
- 1re Gaza (3-1917)
- 2e Gaza (4-1917)
- Aqaba (7-1917)
- Beer-Sheva (10-1917)
- 3e Gaza (11-1917)
- Jérusalem (12-1917)
- Megiddo (9-1918)
- Damas (9-1918)
- Alep (10-1918)

Front d'Europe de l’Ouest
Front italien
Front d'Europe de l'Est
Front des Balkans
Front africain
Bataille de l'Atlantique
Le siège de Médine (arabe : حصار المدينة المنورة, turc : Medine Müdafaası) est une opération militaire de la Première Guerre mondiale au Proche-Orient menée de juin 1916 à janvier 1919 autour de la ville sainte de Médine, en Arabie, alors possession de l'Empire ottoman. La garnison de l'armée ottomane chargée de défendre le vilayet du Hedjaz, sous le commandement de Fahreddin Pacha (ou Fakhri Pacha) affronte les forces de la révolte arabe commandées par l'émir hachémite Fayçal. Fahreddin Pacha refuse de se rendre après l'armistice de Moudros en octobre 1918 et ce n'est que le 9 janvier 1919 que ses officiers le démettent et concluent leur reddition. Ce qui reste de la garnison est évacué par les Britanniques.

## Campagne du Hedjaz
Médine, deuxième ville sainte de l'islam et terminus du chemin de fer du Hedjaz, est la base principale de l'armée ottomane lorsque le chérif de La Mecque, Hussein ben Ali, de la lignée des Hachémites, se révolte contre son suzerain le sultan ottoman. Le 5 juin 1916, ses partisans, commandés par son fils l'émir Fayçal, chassent les Turcs de La Mecque.
Le XVIIIe corps ottoman, commandé par Fahreddin Pacha (ou Fakhri Pacha), fort de 16 000 hommes à l'automne 1916 et 22 000 en 1918, défend Médine et le chemin de fer du Hedjaz contre les rebelles peu organisés, soutenus par les Britanniques. Ces chiffres sont probablement exagérés : selon Cyril Falls (en), historiographe officiel de l'armée britannique, la garnison de Médine ne dépassait pas 12 000 hommes, plus des petites garnisons dispersées le long du chemin de fer jusqu'à Ma'an, et selon John D. Grainger, probablement encore moins, les divisions ottomanes de cette période ne dépassant guère 1 000 à 2 000 hommes. Mais les forces ottomanes, plus disciplinées, mieux armées et, au moins au début, plus nombreuses que les petites troupes de l'émir Fayçal, gardent le contrôle du chemin de fer et mènent des expéditions assez loin en Arabie.
Quoi qu'il en soit, les forces immobilisées dans le Hedjaz font défaut aux autres armées ottomanes engagées dans la campagne du Sinaï et de la Palestine,. Les Ottomans arrivent à réparer la voie ferrée, plusieurs fois sabotée par les rebelles, car ils disposent de stocks de rails accumulés avant la guerre en prévision d'une extension de la ligne jusqu'à La Mecque. Ils peuvent aussi entretenir des échanges commerciaux avec la population arabe et lui acheter une partie de leur nourriture, en plus de ce qui arrive par voie ferrée. Cependant, la pénurie se fait sentir et une bonne moitié de la population civile quitte la ville qui descend de 70 000 à 30 000 ou 40 000 habitants entre 1916 et 1918. Fahreddin Pacha, à la fois pour des raisons de ravitaillement et de sécurité, fait expulser de la ville les éléments jugés peu sûrs ; un survivant parlera de « train de la mort ».
Fahreddin Pacha refuse un ordre d'évacuation et se contente de faire transférer hors du Hedjaz les reliques du prophète Mahomet, sous la garde d'un corps de 2 000 soldats. En 1918, il se trouve complètement encerclé, les villes de La Mecque, Djeddah et Taëf étant aux mains des rebelles qui ont proclamé un royaume du Hedjaz. Cependant, il s'agit plus d'un blocus que d'un siège, les forces hachémites n'ayant pas les moyens d'attaquer les fortifications,.

## Refus de capituler de Fahreddin Pacha
Lorsque l'Empire ottoman capitule lors de l'armistice de Moudros (30 octobre 1918), les clauses de l'armistice prescrivent la reddition des garnisons d'Arabie, y compris celle de Médine, mais Fahreddin Pacha refuse de se rendre aux Arabes ou aux Britanniques. Il déclare : « Je ne peux abaisser le drapeau turc de la forteresse de Médine de mes propres mains ; si vous voulez l'évacuer, envoyez un autre commandant ». Il refuse les ordres de reddition venus de Constantinople, portés par un capitaine, puis par le ministre de la Justice en personne, et menace de se faire exploser avec le mausolée du Prophète. La garnison est alors réduite à 8 000 officiers et soldats. Ce n'est que le 9 janvier 1919, alors que leurs troupes sont complètement démoralisées par l'isolement et une épidémie de grippe, que les officiers ottomans déposent Fahreddin Pacha et obtiennent que leurs hommes soient évacués par les Britanniques vers l'Égypte. Les soldats d'origine arabe préfèrent souvent passer au service des Hachémites.
En Turquie, ce siège vaudra une certaine renommée à Fahreddin Pacha, surnommé le « Lion de Médine », mais il laisse un souvenir amer aux soldats et civils qui ont souffert des privations et expulsions.

## Incident diplomatique de 2017-2018
En décembre 2017, le souvenir de ce siège donne lieu à une courte crise diplomatique entre la Turquie et les Émirats arabes unis. Le ministre émiratien des Affaires étrangères, dans un message sur les réseaux sociaux, avait fait des remarques désobligeantes sur le compte de Fahreddin Pacha, l'accusant de crimes et de vols pendant son séjour à Médine ; le président turc Recep Tayyip Erdoğan, se posant en défenseur de l'héritage ottoman au Moyen-Orient, réplique : « Où étaient vos ancêtres pendant que notre Fahreddin Pacha défendait Médine ? (…) et défendait les reliques du prophète Mahomet contre les envahisseurs [britanniques] ». Le 9 janvier 2018, la municipalité d'Ankara décide de rebaptiser les 613e rue et 609e avenue, qui bordent l'ambassade des Émirats, pour en faire respectivement la rue Fahreddin-Pacha et l'avenue Medine Müdafii (« le défenseur de Médine »).

Médine et le Hedjaz au temps de la révolte arabe
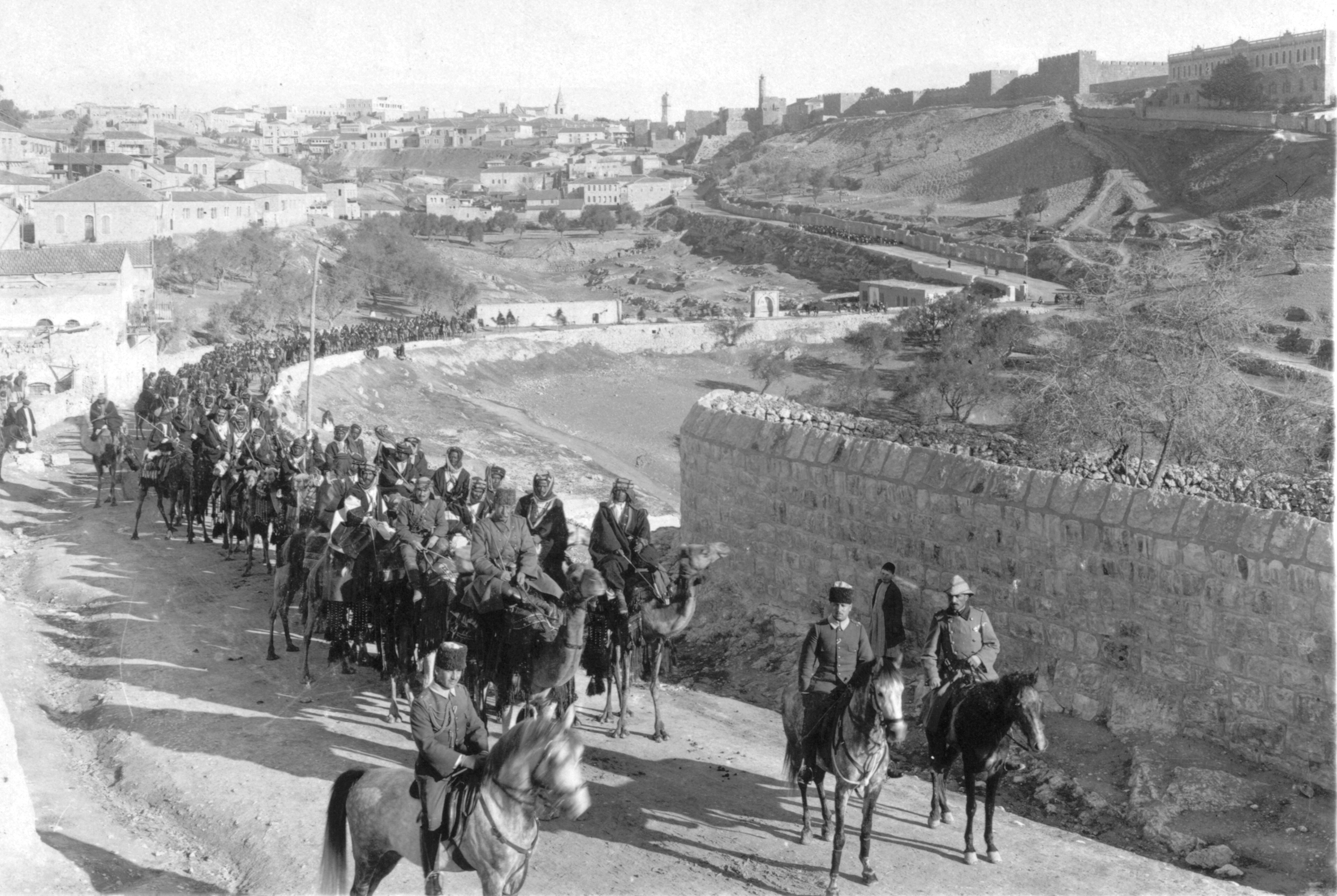
Corps chamelier arabe sous commandement ottoman, 1916
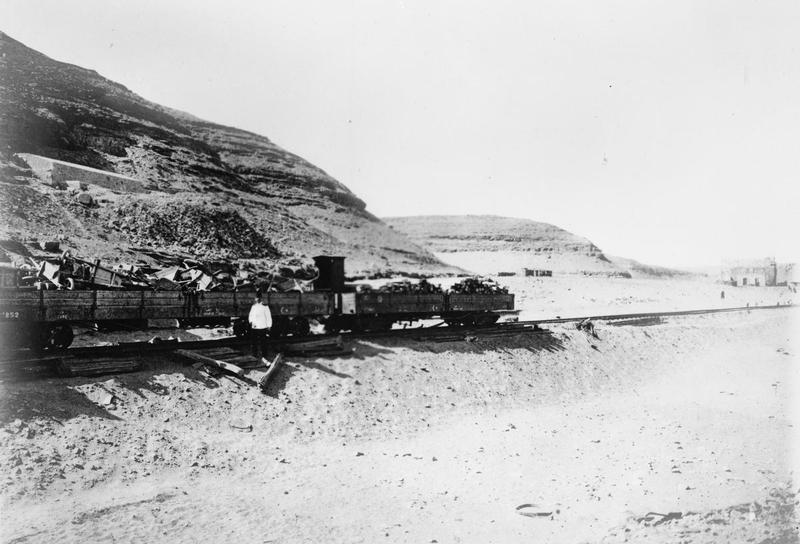
Le chemin de fer du Hedjaz v. 1908-1914.
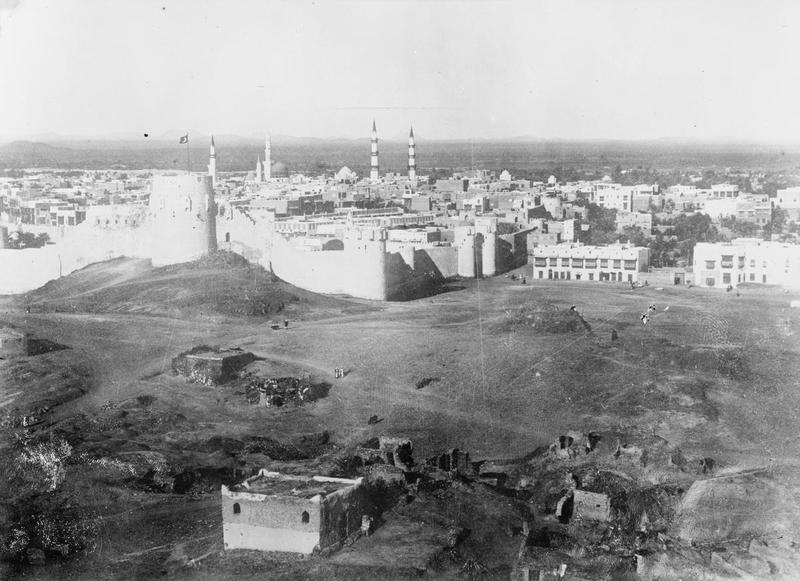
Médine en 1907.